# 21-й егерский полк
21-й егерский полк

## Места дислокации
В 1820 году — посад Клинцы. Второй батальон полка на поселении в Могилевской губернии

## Формирование полка
Сформирован 29 августа 1805 г., в 1815 г. назван 3-м егерским полком. По упразднении егерских полков 28 января 1833 г. все три батальона были присоединены к Ревельскому пехотному полку. В 1863 г. вторая половина Ревельского полка пошла на формирование Двинского пехотного полка, в котором были сохранены старшинство и знаки отличия 21-го (3-го) егерского полка.

## Кампании полка
21-й егерский полк участвовал в кампании 1806—1807 гг.: под Лопачином и Голымином (13 и 14 декабря 1806 г.), где он, при отступлении армии, задерживал натиск неприятеля и ушёл с поля сражения последним, затем в сражении при Прейсиш-Эйлау, в делах авангарда Багратиона у Монсвальде, Петерсвальде, Лаунау, в сражении под Данцигом, Гейльсбергом и Кенигсбергом, и понёс тяжёлые потери в бою 29 мая 1807 г. у Гейльсберга, когда в строю осталась лишь треть полка. Едва урон был пополнен, как под Кенигсбергом полк опять понёс значительные потери.
В Отечественную войну 1812 г. полк участвовал в арьергардных делах у Вильны и Верок, в стычке у Будиловской пристани, в бою у Островны, затем в сражении под Смоленском, в делах под Лубином, у Гжатска, Гриднева, Колоцкого монастыря и под Бородиным. По оставлении Москвы полк выделил часть личного состава на пополнение 20-го егерского полка, а остальной кадр был отправлен в Нижегородскую губернию для укомплектования рекрутами и к действующей армии присоединился только в мае 1813 г. Запасной батальон полка находился в это время в Бауске, около Митавы, в составе дивизии генерал-майора Вельяминова, и участвовал во многих делах.
В Заграничной кампании 1813 г. 21-й егерский полк принял участие в боях у Петерсвальде и Пирне, в сражении под Дрезденом, в арьергардных делах у Альтенбурга, Эйхенвальде и Цинвальде и в битве под Лейпцигом, где потерял убитым командира полка, полковника Степанова; к концу этого четырёхдневного сражения в полку осталось всего 100 человек. Запасной батальон полка в это время находился при блокаде и взятии крепости Данцига. В кампании 1814 г. полк участвовал в блокаде крепости Ландау, в сражении при Бар-сюр-Об, где понёс потери более всех полков 2-го корпуса, в состав которого входил, затем — в занятии Трау, в рекогносцировке к Ножану, в сражении при Арси-сюр-Об, причём первым ворвался в город, при Фер-Шампенуазе и в занятии 18 марта Парижа.
20 августа 1814 г. полк прибыл в Ковно, а в марте 1815 г., в виду возвращения Наполеона с Эльбы, снова был двинут за границу через Плоцк и Калиш, но в боевых делах принять участия не успел.
В 1815 г. 21-й егерский полк был переименован в 3-й егерский.

## Знаки отличия полка
21-й егерский полк имел Гренадерский бой, пожалованный 13 апреля 1813 г. за войны против Наполеона (отличие у преемников не сохранено), и уже в бытность его 3-м егерским полком, заслужил знаки отличия на головные уборы для нижних чинов с надписью «За Варшаву 25 и 26 августа 1831 года», пожалованные 6 декабря 1831 г.

## Шефы полка
- 04.09.1805 — 16.01.1806 — генерал-майор Сутгоф, Иван Ефимович
- 18.01.1806 — 30.08.1808 — генерал-майор Лаптев, Василий Данилович
- 30.08.1808 — 22.06.1815 — полковник Платцов, Павел Прокофьевич

## Командиры полка
- 08.07.1806 — 21.05.1807 — полковник Куликовский, Иосиф Андреевич
- 16.04.1808 — 18.11.1811 — подполковник Лашкевич, Павел Петрович
- 16.04.1812 — 16.07.1813 — майор (с 26.12.1812 подполковник) Степанов, Александр Степанович
- 01.06.1815 — 22.01.1819 — полковник Чеодаев, Михаил Иванович
- 22.01.1819 — 31.01.1822 — подполковник Бушен, Христиан Николаевич
- 01.02.1822 — 13.04.1825 — полковник Гурко, Владимир Иосифович 2-й
- 28.05.1825 — 24.04.1828 — полковник Гасфорд, Густав Христианович

См. также: 54-й егерский полк.